# Mocnost (politika)
Pojem mocnost označuje zemi, která je natolik velká či významná, aby měla vliv na politiku, která se neodehrává v její bezprostřední blízkosti, např. kontinentální politiku. Tento vliv může být důsledkem značné hospodářské, kulturní či vojenské vyspělosti.[zdroj?]

## Příklady
Jako evropské mocnosti lze označit například Spojené království, Francii, Německo, Rusko či Itálii. V regionu Blízkého východu/centrální Asie se za mocnost často označuje Írán, za mocnost jižní Asie pak Indie.
Země s větším než kontinentálním dosahem se nazývají supervelmoci.